# Ejsing Sogn
Ejsing Sogn er et sogn i Holstebro Provsti (Viborg Stift).
I 1800-tallet var Ejsing Sogn anneks til Sahl Sogn. Begge sogne hørte til Ginding Herred i Ringkøbing Amt. Trods annekteringen var de to selvstændige sognekommuner. Ved kommunalreformen i 1970 blev både Sahl og Ejsing indlemmet i Vinderup Kommune, der ved strukturreformen i 2007 indgik i Holstebro Kommune.
I Ejsing Sogn ligger Ejsing Kirke.
I sognet findes følgende autoriserede stednavne:
- Bjerrehuse (bebyggelse)
- Egebjerg (bebyggelse, ejerlav)
- Ejsing (bebyggelse, ejerlav)
- Ejsingholm (bebyggelse)
- Elbrønd (bebyggelse, ejerlav)
- Geddal (bebyggelse, ejerlav)
- Havris Hede (areal)
- Hedetoft (bebyggelse)
- Hellegårde (bebyggelse, ejerlav)
- Hvidemose (bebyggelse)
- Kjellerup (bebyggelse)
- Krogager Mark (bebyggelse)
- Landting Mark (bebyggelse)
- Lavhede (bebyggelse)
- Ravnholt (bebyggelse, ejerlav)
- Remmer (bebyggelse)
- Råst (bebyggelse, ejerlav)
- Tranemose (areal)
- Tværmose (areal, bebyggelse)
- Tønning (bebyggelse, ejerlav)
- Ultang (bebyggelse)
- Øster Egebjerg (bebyggelse)